# Obbligato
Na música clássica européia, obbligato é uma parte de acompanhamento instrumental executada, obrigatoriamente, por um determinado instrumento musical.  Antigamente, indicava uma passagem musical que deveria ser executada  exatamente como estava escrita, sem nenhuma mudança ou improvisação, em oposição a um ad libitum (a piacere (It) ou, "à vontade," do original em Latim).
Na música vocal, o obbligato é a parte de um instrumento solista que, saindo da tessitura orquestral, assume função concertante em relação às vozes. O modelo do obbligato é, neste caso,  do baixo contínuo, chamado para acompanhar a voz solista, típico das árias e dos recitativos do período barroco tardio.
Uma parte de violino obbligato é encontrada na ária "Erbarme dich, mein Gott" da Paixão segundo São Mateus de Bach. No decorrer do século XIX, o instrumento obbligato é empregado com particular freqüência, especialmente na ópera. Por exemplo, a flauta, na ária da loucura de Lucia di Lammermoor de Donizetti.

## Exemplos de obbligato
- obbligato de flautim no Trio da marcha Stars and Stripes Forever de John Philip Sousa
- obbligato de trompa na Sinfonia nº 5 de Gustav Mahler